# HK Kryschynka Kompanjon Kiew
Der HK Kryschynka Kompanjon Kiew (ukrainisch Крижинка Компаньйон Київ) ist ein ukrainischer Eishockeyklub aus Kiew, der 2000 gegründet wurde und seit 2015 an der Ukrainischen Eishockeyliga teilnimmt. Der Klub trägt seine Heimspiele im Sportpalast ATEK aus, der 400 Zuschauern Platz bietet.

## Geschichte

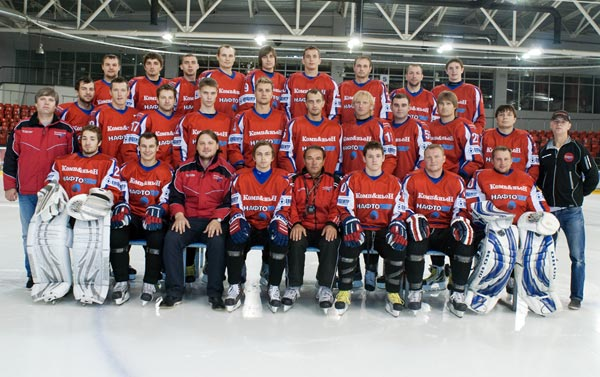
Mannschaftskader der Saison 2012/13

Der Klub wurde 2000 als HK Kiew gegründet. 2006 wurde er umbenannt zu HK Kompanion Kiew und nahm sofort den Spielbetrieb in der ukrainischen Eishockeyliga auf. Im Jahr darauf folgte eine weitere Umbenennung zu Kompanjon-UPB. Während der Saison 2009/10 betrieb der Verein keine Herrenmannschaft aufgrund mangelnder Finanzierung und konzentrierte sich auf die Nachwuchsarbeit. Danach folgte die Umbenennung zu Kompanjon-Naftohas. In der Saison 2010/11 wurde man Dritter. In der ersten Saison der neugegründeten Professionellen Hockey-Liga, die die bisherige Liga übernahm, belegte der Verein in der Saison 2011/12 den vierten Platz in der Liga und schied im Halbfinale der Playoffs aus. 2014 wurde die Mannschaft aus der Hauptstadt erstmals Ukrainischer Meister. Im Jahr darauf verzichtete sie aufgrund des Kriegs auf eine Teilnahme. In der nachfolgenden Saison konnten sie an ihre alten Erfolge nicht mehr anknüpfen.

## Platzierungen seit 2006
| Jahr    | Name                         | Liga                       | Platzierung     | Punkte          | Playoffs           |
| ------- | ---------------------------- | -------------------------- | --------------- | --------------- | ------------------ |
| 2006/07 | HK Kompanjon Kiew            | Ukrainische Eishockeyliga  | 4               | 44              | nicht ausgetragen  |
| 2007/08 | HK Kompanjon-UPB Kiew        | Ukrainische Eishockeyliga  | 3               | 53              | 4                  |
| 2008/09 | HK Kompanjon-UPB Kiew        | Ukrainische Eishockeyliga  | 4               | 47              | Viertelfinale      |
| 2009/10 | keine Teilnahme              | keine Teilnahme            | keine Teilnahme | keine Teilnahme | keine Teilnahme    |
| 2010/11 | HK Kompanjon-Naftohas Kiew   | Ukrainische Eishockeyliga  | 3               | 45              | 3                  |
| 2011/12 | HK Kompanjon-Naftohas Kiew   | Professionelle Hockey-Liga | 4               | 70              | Halbfinale         |
| 2012/13 | HK Kompanjon-Naftohas Kiew   | Professionelle Hockey-Liga | 2               | 63              | 2                  |
| 2013/14 | HK Kompanjon-Naftohas Kiew   | Ukrainische Eishockeyliga  | 1               | 58              | 1                  |
| 2015    | keine Teilnahme              | keine Teilnahme            | keine Teilnahme | keine Teilnahme | keine Teilnahme    |
| 2015/16 | HK Kryschynka Kompanjon Kiew | Ukrainische Eishockeyliga  | 7               | 21              | nicht qualifiziert |